# Nuevas Iglesias Bautistas Fundamentalistas Independientes
Las Nuevas Iglesias Bautistas Fundamentalistas Independientes (NIBFI) (también conocidas como el Nuevo Movimiento Bautista Fundamentalista Independiente) son una asociación de iglesias bautistas independientes conservadoras, que solo usan la Biblia del Rey Jacobo. La Liga Antidifamación (ADL), los describe como "una red flexible de iglesias independientes concentradas en los Estados Unidos conectadas por su creencia en ciertas doctrinas religiosas compartidas y unas enseñanzas religiosas profundamente anti-LGBTI y antisemitas". El movimiento comenzó con el pastor Steven Anderson de la Iglesia Bautista de la Palabra Fiel, ubicada en Tempe, Arizona, en respuesta al liberalismo percibido en las otras iglesias bautistas independientes. El movimiento no se considera a sí mismo como una denominación religiosa, pero requiere que las iglesias afiliadas sigan un conjunto de doctrinas fundamentales. A partir de 2019, el movimiento afirmaba tener 32 congregaciones afiliadas en su sitio web, la mayoría de ellas en los Estados Unidos de América, y algunas otras en Australia, Canadá, Filipinas y Sudáfrica.
Las nuevas iglesias bautistas independientes, han causado controversia en varias ocasiones, debido a su extrema oposición a la homosexualidad.
Según la ADL, "la intolerancia religiosa, el antisemitismo, y el odio contra las personas homosexuales, son fundamentales para la ideología de las Nuevas Iglesias Bautistas Fundamentalistas Independientes (NIBFI), como lo demuestran las declaraciones doctrinales en sus sitios web y el contenido de sus sermones".

## Historia
El movimiento de las NIBFI, fue formado por el pastor Steven Anderson, y otros pastores bautistas en 2017, en un intento de revivir lo que percibieron que las iglesias bautistas independientes más antiguas alguna vez representaron.
En 2021, la Iglesia Bautista Primeras Obras, afiliada al movimiento de las NIBFI, en El Monte, California, fue bombardeada con un artefacto explosivo improvisado, la explosión causó daños a la propiedad, pero no hubo heridos ni muertos. La Iglesia Primeras Obras, había sido previamente el sitio de varias protestas de los residentes locales que se oponían a sus enseñanzas religiosas anti-LGBTI, pero la policía dijo que no había evidencia que vinculara a los manifestantes con el atentado terrorista.

## Tamaño
El movimiento de las NIBFI, actualmente cuenta con 32 congregaciones afiliadas en su sitio web. 22 de las congregaciones están en 16 Estados de los Estados Unidos, uno en la Columbia Británica, (Canadá) tres en Filipinas, dos en Australia, en los estados de Nueva Gales del Sur y Queensland, y una congregación en Sudáfrica, en la ciudad de Middelburg, en la Provincia de Mpumalanga.

## Creencias
El sitio web del movimiento de las NIBFI, afirma que no es una denominación religiosa, y que los pastores del movimento de las NIBFI, tienen diferentes puntos de vista sobre cuestiones teológicas menores. Sin embargo, las iglesias están unidas en seguir una serie de doctrinas. El sitio web de las NIBFI, enumera sus doctrinas centrales como: La Salvación solo por la Fe (Sola fide), una vez salvo siempre salvo, seguridad eterna del creyente, aceptar solamente la Biblia del Rey Jacobo (Movimiento Solo King James), creencia en la Santísima Trinidad, Evangelización, oposición al secularismo, predicación "dura", Arrebatamiento anterior a la ira y posterior a la Gran Tribulación, y oposición al calvinismo, dispensacionalismo, liberalismo y sionismo. A pesar de las afirmaciones del sitio web de que cada iglesia es independiente, algunos ex-seguidores del movimiento NIBFI, han acusado al pastor Anderson de tener el control total sobre la organización y expulsar a los que están en desacuerdo con él.

## Controversias
Los nuevos pastores del movimiento NIBFI, han sido objeto de controversia en numerosas ocasiones. El movimiento NIBFI se opone firmemente a la homosexualidad, y varios pastores defienden la creencia de que el Gobierno federal de los Estados Unidos debería ejecutar a los homosexuales. 
Anderson y otros pastores del movimiento NIBFI, han elogiado el tiroteo masivo que tuvo lugar en la discoteca Pulse de Orlando, Florida. El fin de semana del tercer aniversario de la masacre, el movimiento NIBFI realizó una conferencia llamada: "Make America Straight Again", (Hagamos a América heterosexual otra vez), en una iglesia NIBFI ubicada en el área de Orlando.
En junio de 2019, Grayson Fritts, pastor de la Iglesia Bautista de Todas las Escrituras, afiliada al movimiento NIBFI, y ex-detective de la oficina del Sheriff del Condado de Knox, Tennessee, pronunció un sermón pidiendo la ejecución de las personas homosexuales.
El movimiento NIBFI, considera que el Estado de Israel es un fraude, y también enseña que los cristianos y no los judíos, son el verdadero pueblo elegido por Dios. Anderson también ha producido videos en los que ataca a la religión del judaísmo, y cuestiona la veracidad del Holocausto. El movimiento de las Nuevas Iglesias Bautistas Fundamentalistas Independientes ha sido acusado de ser una secta.